# Mickleton (Gloucestershire)
Mickleton é uma paróquia e aldeia do distrito de Cotswold, no condado de Gloucestershire, na Inglaterra. De acordo com o Censo de 2011, tinha 1676 habitantes. Tem uma área de 10,51 km².